# Peloponnészoszi háború
A peloponnészoszi háborút Athén (és szövetségi rendszere) vívta a Peloponnészoszi Szövetség államaival az ókori Görögország feletti uralomért Kr. e. 431–404 között. Az elnevezés később alakult ki, a kortárs írók „a háború” néven emlegették. A ma használt kifejezés először Kr. e. 100 körül jelent meg egy athéni feliraton, majd Cicero műveiben. J.B. Bury történész szerint azonban helyesen attikai háborúnak kellene hívni, hiszen Peloponnészosz területén jóval kevesebb harci cselekmény történt. A háború eseményeiről egykorú történetírók is beszámoltak:
- az athéni Thuküdidész Kr. e. 411-ig örökítette meg az eseményeket;
- Xenophón: Hellenica c. műve pedig ott folytatja a történetet, ahol azt Thuküdidész abbahagyta.

Thuküdidész műve korrekt történelmi szakmunka, Xenophóné jóval pontatlanabb személyes visszaemlékezés.
A két szövetségi rendszer Kr. e. 460-tól 446-ig már vívott egy háborút – ezt 1. peloponnészoszi háborúnak is nevezik. Ezután harminc évre békét kötöttek, de azt csupán tizenöt évig sikerült érvényben tartani.
A háború Spárta győzelmével és Athén teljes vereségével ért véget. A város védműveit lerombolták, a Korinthosz és Thébai által követelt teljes megsemmisítésétől és lakosai rabszolgaságba vetésétől azonban Spárta megkímélte.

## A háború kirobbanásának okai
A legfejlettebb görög városállamok csak agresszív külpolitikai lépésekkel tudták fenntartani gazdasági fejlődésüket. Athén gazdasági ellentéte Spárta szövetségesei közül elsősorban Korinthosszal és Megarával éleződött ki. Thuküdidész szerint a lakedaimóniak azért indították meg a háborút, mert féltek az athéniak növekvő hatalmától. A háború négy okra vezethető vissza.

### Az epidamnoszi konfliktus
Korinthosz és Kerküra viszonya feszült volt egyrészt a nyugati kereskedelem ellenőrzése, másrészt a közösen alapított gyarmatváros, Epidamnosz miatt. Athén Kerküra oldalán beavatkozott a harcokba, ezért Korinthosz Spártánál bevádolta Athént a békeszerződés felrúgásával.

### A poteidaiai háború
Poteidaia gyarmatvárost a korinthosziak alapították, de a Déloszi Szövetség tagja volt. Az anyaváros minden évben tisztviselőket küldött Poteidaiába a kapcsolat ápolására. Az epidamnoszi konfliktus után Athén ezt rossz szemmel nézte, és szankciókat vezetett be Poteidaia ellen, mire a gyarmatváros fellázadt. Korinthosz gyarmatvárosa védelmében Spártához fordult, ebben az ügyben is az athéniakat vádolva a 445-ös béke megszegésével.

### A megarai pséphisma[3]
Megara Korinthosz és Athén között őrlődött. Athén Kr. e. 432-ben néphatározatot hozott az éppen korinthoszi oldalon álló Megara ellen: kizárták őket a Déloszi Szövetség kikötőiből és az athéni Agoráról. Megara Spártánál keresett védelmet az athéniak ellen.

### Aigina szabadsága
A spártaiak még egy állam vádjaival egészítették ki az athéniak bűneit. Aigina nem kapta vissza az athéniaktól a békeszerződésben garantált szabadságát.

## A háború szakaszai
A peloponnészoszi háborút négy szakaszra lehet osztani:
- Arkhidamosz háborúja (Kr. e. 431–421)
- A Nikiasz-féle béke (Kr. e. 421–415)
- A szicíliai hadjárat (Kr. e. 415–413)
- A dekeleiai háború (Kr. e. 413–404)

## Arkhidamosz háborúja
A háború kezdeti szakaszában Athén elsősorban hajóhadával, Spárta pedig a szárazföldön próbálta kivívni a győzelmet. Az athéniak abban bíztak, hogy blokád alá tudják venni a Peloponnészoszt, Spárta pedig Attika falvait lerombolva próbálta megadásra kényszeríteni Athént.
Az első támadást Kr. e. 431 tavaszán a thébaiak indították Plataiai ellen, de a védők visszaverték őket. Nyáron Athén száz hajóval a Peloponnészoszt támadta, eközben II. Arkhidamosz spártai király végigpusztította Attika északi területeit. Kr. e. 430-ban Arkhidamosz a déli területeket pusztította. Elzárta a várost a környező mezőgazdasági területektől, így a szárazföldről nem jutott Athénba utánpótlás. Tengerről azonban igen, mert az athéniak megépítették a városukat Pireusz kikötőjével összekötő, 6470 m hosszú, jól erődített folyosót, a „hosszú falat”. Véderőben nem volt hiány, mert a földekről elmenekült parasztok közül is sokan a város falai mögött találtak menedéket. Ezért a spártaiak nem próbálkoztak a falak megrohanásával, az ostromzárat pedig nem tudták két–három hétnél tovább fenntartani, mert a hagyomány előírásai szerint a hoplitáknak aratásra haza kellett térniük, hogy kivehessék részüket a munkából.
Az athéniak Periklész tanácsára nem vállalták a szárazföldi összecsapást a lényegesen jobban képzett spártai csapatokkal, hanem a tengeri fölény fenntartására összpontosítottak, és a naupaktoszi csatában tönkreverték a spártai flottát. Még 430-ban azonban Athénban súlyos járvány tört ki, és ebben meghalt az athéniak mintegy negyede, köztük Periklész és fiai. A hadra fogható lakosok száma erősen csökkent, és a fertőzés veszélye miatt a külföldi zsoldosok is vonakodtak az athéni szolgálattól, tehát a hadjáratokra szánt pénz a tervezettnél gyorsabban fogyott.
Kr. e. 429-ben Spárta Plataiai ellen vonult, Athén viszont bevette Thrákiában Poteidaia városát és sikerrel támadta a Peloponnészoszi-félsziget part menti városait. Periklész halála után a legbefolyásosabb athénivá a szélsőséges háborús uszító Kleón vált. A szárazföldi csapatok élére a tehetséges Démoszthenészt állították (nem tévesztendő össze a a tíz attikai szónok legnevesebbikével). Ő megújította az athéni taktikát: a nyílt összecsapások felvállalása helyett a stratégiailag kedvező helyeken erődöket épített, majd azokban védekezett. Ez az elgondolása a Peloponnészoszi-félsziget délnyugati részén, Pülosz városától nem messze, Szfaktéria szigetén épített erődjénél fényesen be is vált. Seregéhez sok szökött helóta is csatlakozott, és segítségükkel sikerült körülzárnia a spártai csapatokat. A Démoszthenész halogató harcmodorával elégedetlen Kleón átvette a csapatok vezetését, és annak ellenére, hogy nem voltak tapasztalatai, két csatában (szfaktériai csata, püloszi csata) is megverte a spártaiakat. Összesen négyszáz hoplitát ejtett foglyul, és Kr.e. 425-ben elfoglalta Püloszt.
Ebben az időben alapították a spártaiak Hérakleia Trakhiszt a Thermopülai-szorosban.
Kr. e. 424 elején az athéniak újabb sikereket könyvelhettek el. Nikiasz meghódította Küthéra szigetét, Démoszthenész pedig megszállta Megara kikötőjét, Nisaiát.
Válaszul Braszidasz spártai hadvezér Kr. e. 422 őszén elfoglalta Athén fontos gyarmatvárosát, Amphipoliszt, aminek közelében a város anyagi jólétét biztosító ezüstbányák működtek. Thuküdidész sztratégosz késve érkezett a helyszínre ezért száműzték Athénból; száműzetésében írta meg a háború történetét. A város felmentéséért vívott csatában Kleón és Braszidasz is elesett.

## A Nikiasz-féle béke
Athénban a békepárti Nikiasz került hatalomra, és Kr. e. 421-ben a status quo alapján békét kötött az ellenséggel. A béke ötven évre szólt, és a felek ígéretet tettek a kölcsönös segítségnyújtásra. Spárta ezzel kivívta a peloponnészoszi államok nyílt ellenszenvét. Amphipolisz és Pülosz visszaadása azonban ismét szembeállította a két nagyhatalmat. A Peloponnészoszi-félszigeten elterülő Argosz, Mantineia és Élisz egy athéni szövetségben reménykedett, és Alkibiadész segítségével megalapították a félsziget városainak Spártától független szövetségét. Ezt Spárta megpróbálta szétzúzni, de kudarcot vallott, ami után komolyan kezdték kétségbe vonni Agisz király alkalmasságát annak ellenére, hogy Kr. e. 426–425-ben sikerrel vezetett expedíciós hadat Attikába. Ezután a szövetség hadai Kr. e. 418-ban (egy kisebb, Alkibiadész vezette athéni segédcsapattal) megindultak a Spártához közel, attól északra épült Tegea városa ellen. Az egész háború legnagyobb szárazföldi csatájában a II. Agisz vezette spártai–tegeai hadak döntő győzelmet arattak az argoszi–athéni–mantineai–attikai erőkön. A vereség után az Argosz vezette koalíció felbomlott; legtöbb tagja visszalépett a Peloponnészoszi Szövetségbe.
Kr. e. 417/416-ban az athéni nép Nikiaszt és Alkibiadészt is sztratégosznak választotta. Nikiasz a spártaiakhoz pártolt khalkidikéi városok ellen vonult, Alkibiadész pedig a dórok lakta Mélosz szigetére indult (Spárta lakói is a dór etnikumhoz tartoztak). Az athéniek felszólították az addig semleges várost, hogy csatlakozzon a Déloszi Szövetséghez, és amikor a mélosziak ezt elutasították, lerohanták a szigetet. A teljes férfilakosságot felkoncolták, a nőket és gyermekeket rabszolgának adták el.

## A szicíliai hadjárat
Az athéni népgyűlést Alkibiadész meggyőzte Nikiasz tiltakozása ellenére is, és a Déloszi Szövetség felszerelte a 134 hadihajóból, kísérőhajókkal együtt 260 egységből álló flottát. Alkibiadész először meg akarta hódítani Szicíliát, majd Dél-Itáliát, végül Karthágót, hogy az így kialakított gyarmatbirodalommal szorítsa harapófogóba a Peloponnészoszt.
A népgyűlés Alkibiadészt, Nikiaszt és Lamachoszt állította a sereg élére. Indulás előtt azonban egy szervezett csoport megcsonkította a hermákat. A gyanú Alkibiadészra terelődött, aki azonnali vizsgálatot követelt, de ellenfelei megijedtek, ezért biztosították őt a hadjárat utáni alapos vizsgálatról, és útnak indították a flottát, ami Kerkürán (Korfu) érintésével érkezett Szicíliába. Naxosz és Katané csatlakozása után három csapás érte a sereget:
- Kiderült, hogy az egestaiak becsapták őket, és az előre küldött hatvan talantont leszámítva üres a kincstáruk.
- Nyilvánvalóvá vált, hogy a sikelosok[6] egy részén kívül más nem akar csatlakozni hozzájuk.
- Futárhajó érkezett Athénból, hogy Alkibiadész térjen haza, és tisztázza magát a Hermész-csonkítás és demokráciaellenes összeesküvés vádja alól.

Alkibiadész Spártába menekült, akiket a szicíliai sereg elárulásával győzött meg. Az athéniak időközben megostromolták Szürakuszait. Az ostromban Lamachosz elesett, így Nikiasz egyedül folytatta a harcot. Az ellenállás vezetője, Hermokratész kerülte a nyílt csatákat, ellenfalakat húzott fel. A város megsegítésére megérkezett Gülipposz, majd csatlakozott szinte egész Szicília, így az athéniak váltak ostromlottakká. Nikiasz erősítést kért Athénból, és azt Kr. e. 413-ban meg is kapta; az új csapatokat Démoszthenész és Eurümédón vezette. Az athéniaknak ezzel együtt be kellett látniuk, hogy nem tarthatják magukat sokáig. Hamarosan Démoszthenész és Nikiasz is vereséget szenvedett, a szürakuszaiak mindkettejüket kivégezték. A szicíliai expedíció legalább tízezer athéni életébe került.

## A dekeleiai háború
Kr. e. 413 elején II. Agisz megszállta Dekeleiát, ahol erődítményt épített és ott állandó helyőrséget hagyott. Az athéniak ezzel szinte egész Attikát elveszítették, és nem tudták megművelni a város körüli földjeiket. A várost csak a tenger felől lehetett ellátni, ami nagyon költséges volt. Helyzetüket súlyosbította, hogy a spártaiak szabadon engedték az Athénhez közeli ezüstbányákban dolgozó húszezer rabszolgát. Athénnek súlyos anyagi gondjai támadtak, ezért megemelte a Déloszi Szövetség tagjaira kivetett adót. Az alárendelt „szövetségesek” elégedetlensége fokozódott, és amikor hírét vették az athéni expedíciós sereg szicíliai vereségének, Khiosz, Erüthrea, Klazomenai, Milétosz és Leszbosz elpártolt. A peloponnészosziak száz hajót építettek, majd Alkibiádész segítségével szövetséget kötöttek Tisszaphernész szardeiszi szatrapésszel, aminek értelmében a perzsák fizették a flotta költségeit az Athén elleni háborúban, a spártaiak pedig elismerték a perzsa fennhatóságot a perzsák által korábban elfoglalt kisázsiai területeken.
Az athéniak a korábban tartalékolt száz talentumból minden, a rendelkezésükre álló faanyagból hajót építettek. Felszerelték az ugyancsak Periklész javaslatára tartalékolt száz hajót. Alkibiádész ismét árulásra szánta el magát, átpártolt Tisszaphernészhez, akinek azt tanácsolta, hogy inkább Athént támogassa, mert ellenkező esetben Spárta túlságosan megerősödne.
Kr. e. 411 végén megkezdődött a harc a tengerszorosokért. A következő évben Alkibiadész Küzikosznál nagy vereséget mért a peloponnészosziakra, akik ekkor békét akartak kötni, de az athéni vezető, Kleophón a tengeri fölényben bízó flotta nyomására elutasította. Ezután hamarosan két súlyos csapás érte az athéniakat: Megara visszafoglalta kikötőjét, Spárta pedig megszállta Püloszt. A spártai flotta élére a kiváló hadvezér Lüszandrosz került, aki Kr. e. 407-ben legyőzte Alkibiadész helyettesét. Az athéniek Kr. e. 406-ban az arginusszai csatában vágtak vissza: az ekkor Kallikratidasz vezette spártai flotta hetven hajóját süllyesztették el, miközben ők maguk csak huszonötöt veszítettek. A spártai hajóhad teljes megsemmisítését a csata közben rendkívül rosszra fordult időjárás akadályozta meg. Ugyanezért saját, elsüllyedt hajóik legénységét sem tudták a tengerből kimenteni. Az athéniak ezért a mulasztásért bíróság elé állították, halálra ítélték és kivégezték a flotta hat parancsnokát — a háború záró szakaszában az athéni hajóhadat tapasztalatlan és kevéssé motivált tengerészek vezették a korábbinál jóval alacsonyabb színvonalon.
Kr. e. 405-ben Lüszandrosz felvezette a spártai hajókat a Hellészpontoszhoz, hogy megtámadja a Fekete-tenger felől érkező, Athén ellátásához nélkülözhetetlen gabonaszállítmányt. Az aigoszpotamoi csatában a Konón tábornok vezette athéni flotta gyakorlatilag megsemmisült: 168 hajója süllyedt el, és csak tizenkettő tudott elmenekülni. A spártaiak közel négyezer athéni tengerészt fogtak el.
A következő évben Agisz király és Lüszandrosz két oldalról fogta ostrom alá Athént. A várost kiéheztették, és Kr. e. 404-ben megadta magát (nyomában szövetségesei is). A spártaiak lerombolták a város védműveit. A megalázó béke főbb pontjai:
- tizenkét őrhajó kivételével minden hajójukat át kellett adniuk Spártának;
- vissza kellett hívniuk a száműzött arisztokratákat;
- le kellett mondaniuk minden, Attikán kívüli birtokukról;
- beléptek a Peloponnészoszi Szövetségbe, és háború esetén segédcsapatokat küldtek Spártának.